# Gravity Field and Steady-State Ocean Circulation Explorer
A GOCE (angolul Gravity field and steady-state Ocean Circulation Explorer, azaz Gravitációs mező- és állandó állapotú Óceánáramlat-megfigyelő) európai műhold, melynek fő feladata a Föld gravitációs mezejének minden eddiginél pontosabb feltérképezése melyből az eddigieknél pontosabb geoidmodell származtatható. Ennek segítségével lehetőség nyílik a tengerszint magasságának változásai, a tengeráramlatok, földrengések és a vulkáni tevékenység jobb megértése, melyhez a globális változások, többek között a globális felmelegedés jobb megértéséhez van szükség.
Fő műszere a gradiométer, egy, a műhold három irányú gyorsulását nagy pontossággal mérő, az Eötvös-ingához hasonló műszer, ennek adataiból (a műhold apró gyorsulásaiból és lassulásaiból) következtetnek a Föld gravitációs mezejére. Az érzékenység növelése miatt a műhold pályája a Föld felszínéhez közel, 250-285 kilométer magasan fog húzódni. Mivel ilyen magasságban a felsőlégkör fékező hatása már jelentősnek mondható, a műholdat áramvonalas formájúra tervezték, emellett fedélzetén egy ionhajtóművet is elhelyeztek, melyet napelemtáblák látnak el árammal. A hold széles nemzetközi együttműködésben készült, építésében az Európai Unió 13 országából (többek között Magyarországról) 45 cég vett részt.
A műhold az ESA Living Planet programjának keretében épített Earth Explorers műholdsorozat első tagja. A program keretében olyan műholdakat építenek, melynek feladata a Föld bioszférájának, víz- és jégtakarójának, valamint ezek egymással történő kölcsönhatásának jobb megértése. További tervezett holdjai a ADM-Aeolus, az EarthCARE a SMOS, a Cryosat–2 és a Swarm.

## A küldetés
Startját eredetileg 2005 őszére tervezték, több éves halasztás után 2009. március 17-én állt pályára, melyet 4-5 hónapos kalibrációs időszak után követ a mintegy egyéves mérési periódus. Március 20-ára sikerült az egyik fő műszert, a GPS vevőt üzembe helyezni, így megkezdődhetett a tudományos program első szakasza, a gradiométer üzembe helyezését áprilisra tervezik.
A mérések szempontjából a 11 éves napciklus passzívabb fele lett volna optimális, ekkor ugyanis a felsőlégkör kevésbé kiterjedt, ez kevésbé zavarja a méréseket, de ez a folyamatos késések miatt elúszni látszik. Külön probléma, hogy a fő mérési program a téli időszakra csúszott, amikor a napelemek fény híján kevesebb elektromos energiát tudnak termelni, így a kisebb teljesítményen dolgozó ionhajtómű miatt mintegy 30 kilométerrel magasabb pályáról kell a méréseket végezni.
2009 júniusának elejére befejezték a műhold beszabályozását, így az ionhajtómű pontosan tudja ellensúlyozni a Föld légkörének fékező hatását, tökéletes súlytalanságot állítva elő, ami a Föld gravitációs mezejének feltérképezéséhez szükséges.
A műholdból 2013. október 21-én elfogyott az üzemanyag, majd 2013. november 11-én, közép-európai idő szerint hajnalban belépett a Föld légkörébe. A Falkland-szigetektől nem messze egy férfi lefényképezte az égbolton világító csíkot, a műhold megmaradt darabjai valószínűleg az Atlanti-óceánba zuhantak.